# Melanchra pallida
Melanchra pallida är en fjärilsart som beskrevs av Tutt 1892. Melanchra pallida ingår i släktet Melanchra och familjen nattflyn. Inga underarter finns listade i Catalogue of Life.